# Paežerių Miškas
Paežerių Miškas är en skog i Litauen. Den ligger i den centrala delen av landet, 170 km nordväst om huvudstaden Vilnius.